# Орджонікідзевський район (Перм)

Орджонікідзевський район

Орджонікідзевський район (рос. Орджоникидзевский район) — один з семи районів Пермі (Росія). За підсумками Всеросійського перепису населення 2002 року Орджонікідзевський район — шостий за чисельністю населення. Населення району становило 111  631 чоловік (11,0 % населення Пермі).

## Історія
Названий на честь Серго Орджонікідзе, революціонера і політичного діяча СРСР. Виник 16 березня 1940 року, за указом президії Верховної ради РРФСР міська межа міста Молотова була розширена і утворений Орджонікідзевський район.

## Географія
Район розташований на обох берегах Ками і складається з лівобережної і правобережної частини. Орджонікідзевський район знаходиться вище за течією Ками, ніж інші райони і прилягає до Камського водосховища та річки Чусова. На території району знаходиться Камська ГЕС.
В Орджонікідзевському районі протікають такі малі річки:
- Василівка;
- Гайва.

## Мікрорайони
- Васильєво
- Чусовський Водозабір
- Чапаєва
- Кислотні Дачі
- Камський
- Молодіжний
- КамГЕС
- Січневий
- Фрунзе
- Домобудівний
- Левшина
- Банна Гора
- Бумкомбінат (або Бумажник, або Голованова)
- Малі Річки
- Заозер'я
- Гремячий
- Гайва
- Нижня Мостова
- Верхня Мостова
- Соцпоселок
- Хіміки
- Плотінка
- Новогайвінський
- Промзона 3
- Лісовий 1
- Лісовий 5

## Найбільші вулиці
- Вулиця Солікамська
- Вулиця Гайвінська
- Вулиця Вільямса
- Вулиця Карбишева
- Вулиця Рєпіна
- Вулиця Академіка Вєдєнєєва
- Вулиця Генерала Черняховського
- Вулиця Лянгасова
- Вулиця Цимлянська